# 哈德森希望鱼龙属
哈德森希望鱼龙属（学名：Hudsonelpidia）是小型小胯鱼龙类鱼龙已灭绝的一个属，发现于加拿大不列颠哥伦比亚省。由克里斯·麦高文（Chris McGowan）于1995年命名，模式种是短喙哈德森希望鱼龙（Hudsonelpidia brevirostris）。

## 描述
哈德森希望鱼龙正模标本是一具不超过2（6.6英尺）长的近完整骨骼，采集自大约2.1亿年前晚三叠世中诺利期帕多内特组的朱伊特斯普尔地（Jewitt Spur locality），发现于威利斯顿湖和平河段（Peace Reach）支流北岸。哈德森希望鱼龙在很多系统发育分析中的位置均非常稳定。麦高文与莫塔尼于2003年命名哈德森希望鱼龙科（Hudsonelpidiidae）以包含该属。